# EWS Arena
Pour les articles homonymes, voir EWS.
L’EWS Arena (jusqu'en mai 2008, Hohenstaufenhalle, puis renommé pour des raisons de parrainage) est un hall omnisports situé à Göppingen, en Bade-Wurtemberg, où évolue les sections masculines et féminines du Frisch Auf Göppingen. Elle comporte 5600 places dont 4100 places assises et 7 loges VIP. Pour les compétitions de Boxe la capacité est de 6300 places.
Dans le milieu du handball elle est surnommée l'enfer du sud à cause de son atmosphère surchauffée et de son plafond très bas.
En 1972, la salle a servi pour les tours de qualifications en handball des Jeux Olympiques d'été.